# Boreosomus
Boreosomus is een geslacht van uitgestorven straalvinnige beenvissen uit het Vroeg-Trias. Het werd voor het eerst beschreven vanaf het Arctische eiland Spitsbergen (Svalbard, Noorwegen), maar werd later ook ontdekt in andere delen van de wereld. Boreosomus behoort tot de familie Ptycholepidae (= Boreosomidae/Chungkingichthyidae). Andere geslachten van deze familie zijn Acrorhabdus (Spitsbergen), Ardoreosomus (Nevada), Chungkingichthys (China), Ptycholepis (wereldwijd) en Yuchoulepis (China).

## Beschrijving
De typesoort is Boreosomus arcticus (= Acrolepis arctica Woodward, 1912). Kenmerkend voor deze soort is de rugvin, die zich ter hoogte van de buikvinnen op het midden van het lichaam bevindt. Bij de meeste hedendaagse straalvinnigen bevindt de rugvin zich in een positie aan de achterzijde, vaak tegenover de anaalvin. Ook typisch voor Ptycholepidae zijn de enigszins rechthoekige, horizontaal gerangschikte suborbitale botten.

## Fossiele vondsten
Boreosomus had een wereldwijde verspreiding tijdens het vroege Trias. Fossielen van Boreosomus werden behalve in Spitsbergen, ook gevonden in Groenland, Madagaskar, China, Spanje, Svalbard en Jan Mayen, Verenigde Staten en Canada.

## Soorten
- Boreosomus arcticus (Woodward, 1912) (Acrolepis arctica Woodward 1912) (typesoort)
- Boreosomus gillioti (Priem, 1924) (Diaphorognathus gillioti (Priem 1924); Gyrolepis gillioti Priem 1924)
- Boreosomus merlei Beltan, 1957
- Boreosomus piveteaui Stensiö, 1921
- Boreosomus reuterskioeldi Stensiö, 1921
- Boreosomus scaber Stensiö, 1921